# Osada jaćwiesko-pruska w Oszkiniach
Osada jaćwiesko-pruska w Oszkiniach – prywatna, ekoturystyczna placówka kulturalna w formie skansenu rekonstruującego budowle kultury jaćwieskiej i pruskiej, zlokalizowana na terenie wsi Oszkinie. 

## Charakterystyka
Około ośmiohektarowe zabudowania osady (położone głównie na terenie leśnym) tworzone są ze środków własnych prywatnego właściciela, Piotra Łukaszewicza, od 2001. Sceneria obiektów odzwierciedla życie plemion jaćwiesko-pruskich na terenach pogranicza polsko-litewskiego. Do budowy wykorzystywane są tradycyjne technologie (domy z bali budowane be zużycia gwoździ, płoty, wieże strażnicze, palisady, wrota, kamienne mosty, fosy, stawy i inne). W obrębie osady zgromadzono głazy narzutowe, na których wyryto nazewnictwo plemienne w kilku językach. Prezentowane są tradycje Sudawi (Jaćwingów oraz Prusów). W sezonie pracownicy przebrani w tradycyjne stroje serwują potrawy charakterystyczne dla kuchni regionalnych. W osadzie odbywają się cykliczne święta plemienne i rodzimowiercze, takie jak np. Noc Kupały. Obrzędom tym służy m.in. kamienny ołtarz na jednej z polan. Oferowane są noclegi w surowych warunkach, możliwości rekreacji, obserwacji ptaków z wieży widokowej oraz strzelania z łuku na specjalnie przygotowanej strzelnicy.

## Popularność i nagrody
O osadzie nakręcono półtoragodzinny film fabularny emitowany w telewizji polskiej. Filmy dokumentalne o obiekcie nakręciły też ekipy z Ameryki Północnej, Południowej, Hiszpanii i Korei Południowej. 
Osadę uhonorowano nagrodą II stopnia w ramach Inicjatyw na rzecz rozwoju społeczności lokalnych konkursu „Sposób na Sukces”. 

## Galeria

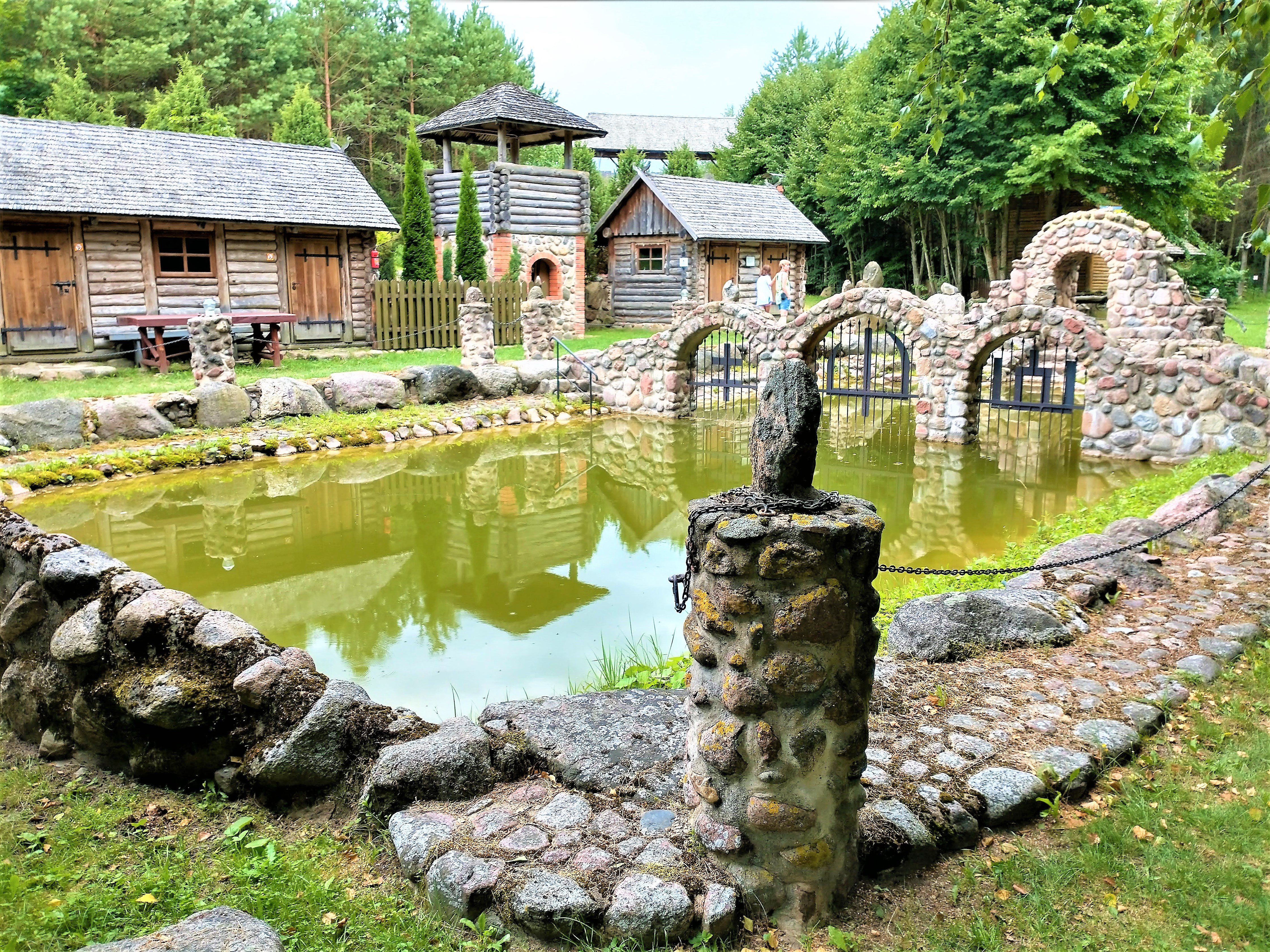
Strefa wejściowa
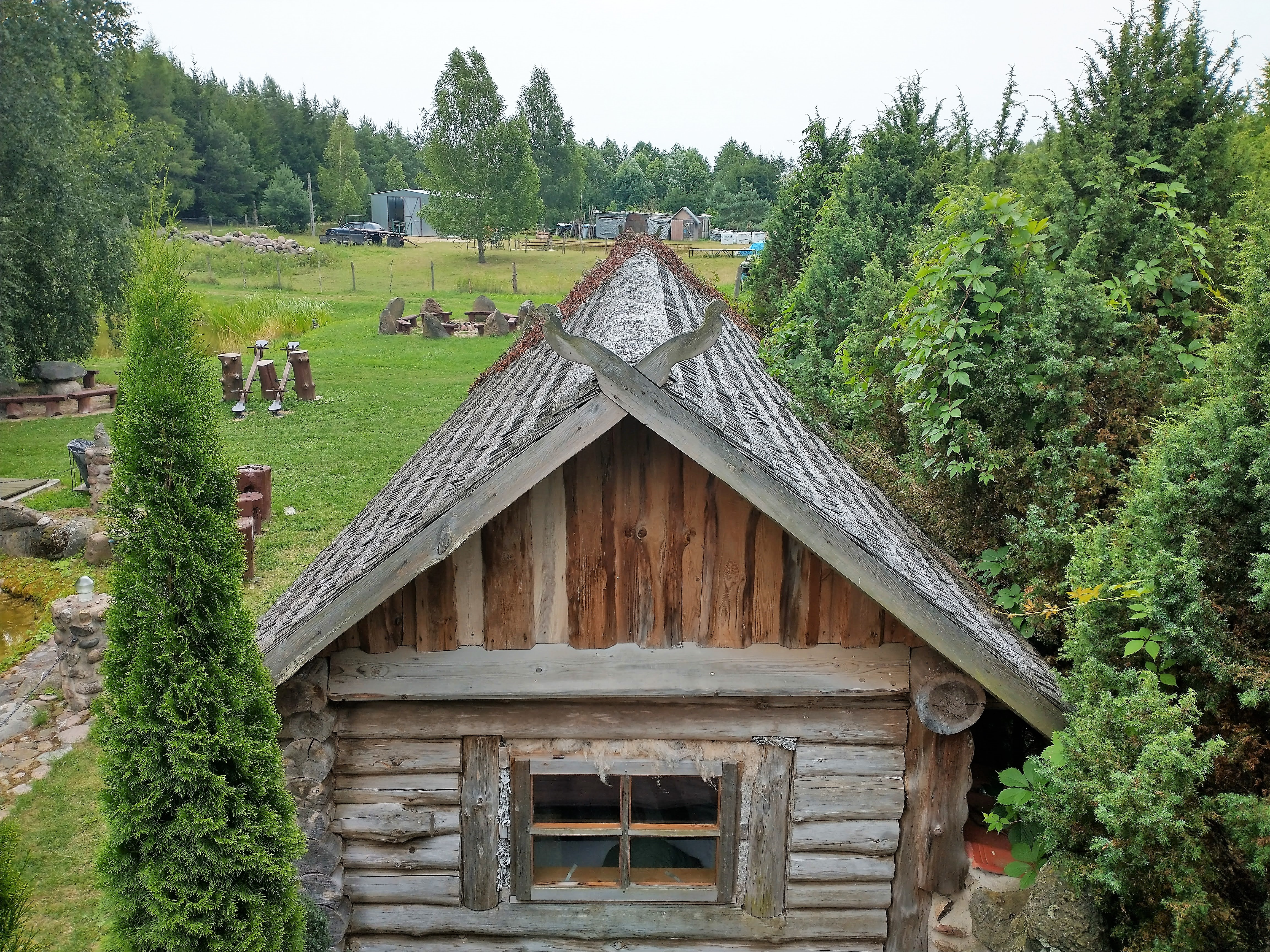
Część skansenowa
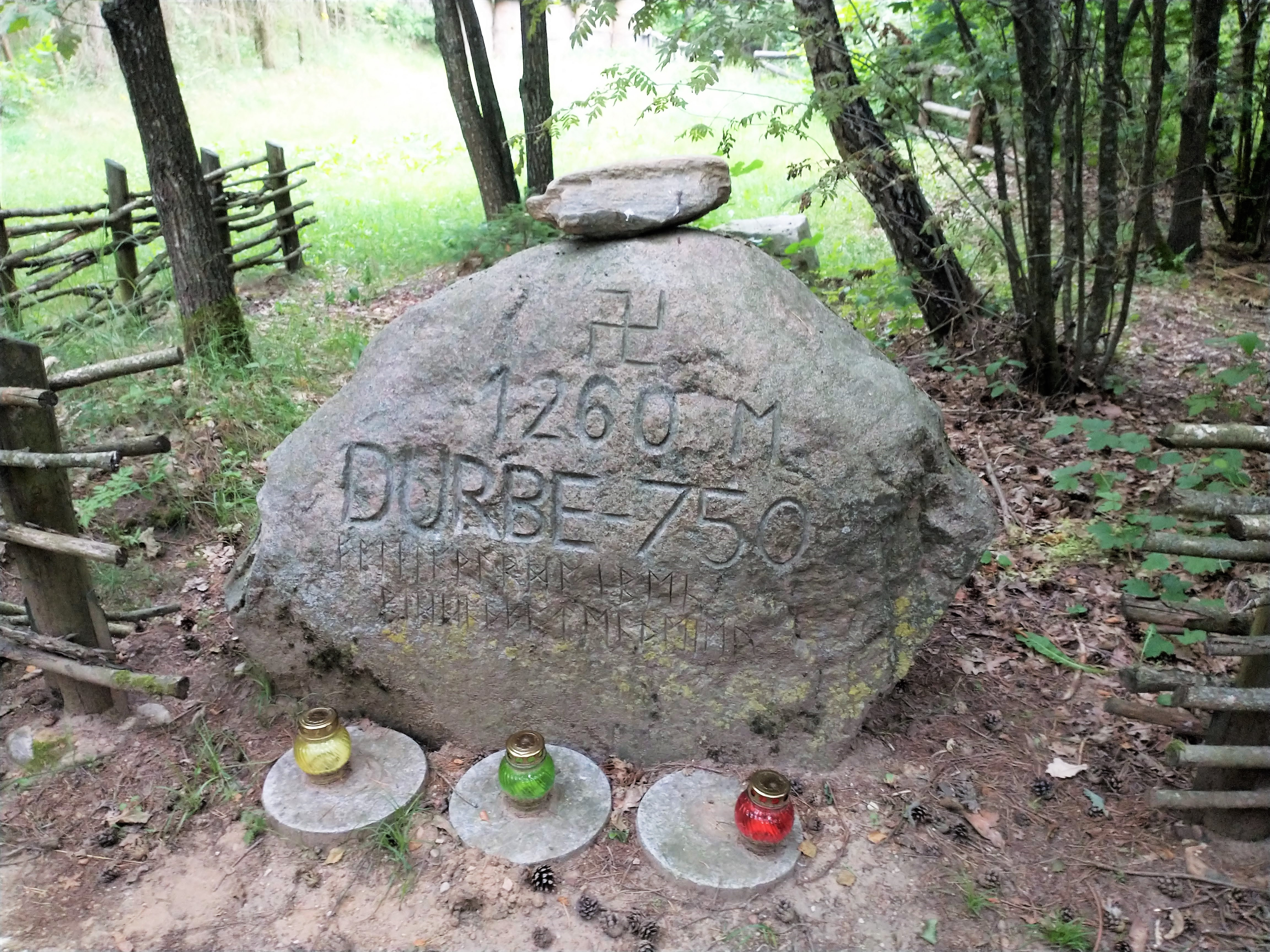
Pomnik bitwy pod Durben
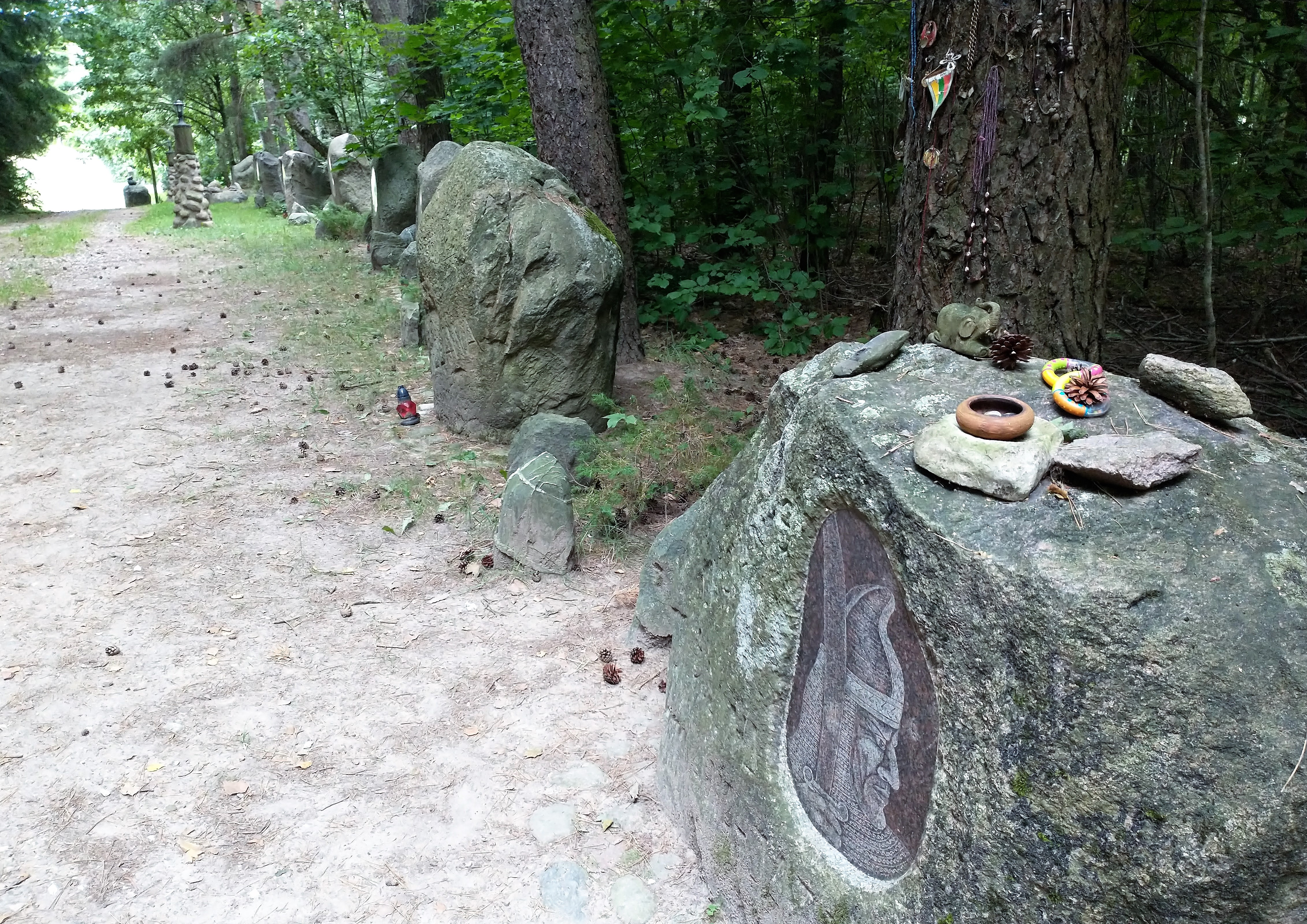
Aleja chwały Prusów i Jaćwingów